# Pistolet Llama M82
Llama M82 – hiszpański pistolet samopowtarzalny kalibru 9 mm Parabellum.

## Historia
Llama M82 została skonstruowana w 1982 roku. Jej budowa wewnętrzna jest wyraźnie wzorowana na budowie włoskiego pistoletu Beretta 92. W 1985 roku przyjęty do uzbrojenia armii hiszpańskiej. Poza wersją standardową produkowano wersje M82-LM 9 (ze szkieletem ze stopu lekkiego, o masie całkowitej 875 g) i Model 87 (wersja sportowa).

## Opis
lama M82 jest indywidualną bronią samopowtarzalną ze szkieletem i zamkiem ze stali. Zasada działania oparta na krótkim odrzucie lufy. Ryglowanie zamka ryglem wahliwym. Po wystrzeleniu ostatniego naboju zamek zatrzymuje się w tylnym położeniu. Zamek zwalniany dźwignią z lewej strony szkieletu. Kurkowy mechanizm spustowy SA/DA umożliwia strzelanie ogniem pojedynczym. Bezpiecznik nastawny po obu stronach zamka pełni także rolę zwalniacza kurka. M82 wyposażony jest w bezpiecznik magazynkowy. Otwarte przyrządy celownicze składają się z muszki i szczerbinki. Pistolet zasilany jest z magazynków pudełkowych o pojemności 15 naboi.